# Старі Дороги (Червенський район)
Старі Дороги (біл. вёска Старыя Дарогі) — село в складі Червенського району Мінської області, Білорусь. Село підпорядковане Лядівській сільській раді, розташоване в центральній частині області.